# Penicillifera
Penicillifera é um gênero de mariposa pertencente à família Bombycidae.